# كريستوفر كوك
كريستوفر مايكل كوك (بالإنجليزية: Christopher Coke)‏ المعروف أيضا باسم دودوس أو بريسي (من مواليد 13 مارس 1969)، زعيم تجارة مخدرات جامايكي وزعيم ذا شاور بوسي، عصابة المخدرات التي بدأها والده ليستر كوك في جامايكا، والتي صدرت «كميات كبيرة» من الماريجوانا والكوكايين إلى الولايات المتحدة.
ونظرًا لأرباح والده من المخدرات، نشأ كريستوفر وأشقائه وسط الثروة وحضروا مدارس خاصة نخبوية. وقد قُتلت أخته وشقيقه في أعمال عنف متصلة بالمخدرات، في عامي 1987 و 2004، بذلك أنخرط كريستوفر بشكل تدريجي إلى تنظيم والده.
بعد وفاة والده في عام 1992، أصبح «دودس»، وهو في الثالثة والعشرين من عمره، قائدًا للعصابة وتطور أيضًا كزعيم فعلي لجماعة تيفولي غاردن في غرب كينغستون. طور برامج مجتمعية لمساعدة الفقراء وكان لديه الكثير من الدعم المحلي الذي لم تتمكن الشرطة الجامايكية من دخول هذا الحي دون موافقة المجتمع.
تم توقيف كوك بتهم المخدرات وتم تسليمه إلى الولايات المتحدة في عام 2010. وقد أثار اعتقاله العنف بين أنصار كوك في غرب كينغستون. في عام 2011 أقر بأنه مذنب في اتهامات الابتزاز الفيدرالي فيما يتعلق بالاتجار بالمخدرات والاعتداء، في 8 يونيو 2012 حكمت عليه محكمة اتحادية في مدينة نيويورك بالسجن لمدة 23 سنة في السجن الفيدرالي.

## نشأته
ولد كريستوفر مايكل كوك في كينغستون، جامايكا في عام 1969، وهو الابن الأصغر لليستر لويد كوك وباتريشيا هاليبرتون. كان لديه أخ وأخت أكبر سنا.
كان والده ليستر كوك، الذي كان يُعرف أيضًا باسم «جيم براون» أو «دون»، مؤسس عصابة المخدرات العنيفة التي يطلق عليها «ذا شاور بوسي». بالاشتراك مع المؤسس المشارك للعصابة فيفيان بليك، أشرف ليستر كوك على توزيع كميات هائلة من الكوكايين والماريجوانا في جميع أنحاء جامايكا والولايات المتحدة. تم إلقاء اللوم عليهم في أكثر من 1000 جريمة قتل في كلا البلدين خلال أواخر الثمانينات وأوائل التسعينات.
حكمت العصابة حي تيفولي غاردن في غرب كينغستون، حيث عاشت عائلة كوك. على الرغم من أن المنطقة لديها تاريخ من الفقر المدقع، إلا أن كوك حصلت على ثروة هائلة من أرباح العصابات وعائلته تعيش في رفاهية. حضر كريستوفر كوك وأخوته المدرسة مع أطفال النخبة السياسية في البلاد. عانت العائلة من العنف المرتبط بمنافسة تجارة المخدرات وأنشطة والدها. أُطلقت النار على أخت كوك في عام 1987. وقد قُتل شقيق كريستوفر كوك الأكبر في عام 1992.
اتهمت وزارة العدل الأمريكية ليستر كوك وغيرهم من الأعضاء الرئيسيين في العصابة، بما في ذلك فيفيان بليك، بتهمة الاتجار بالمخدرات والقتل في عام 1990. واعتقلتهم السلطات في جامايكا. وبعد مرور عامين على إلقاء القبض عليه، توفي ليستر كوك في حريق غامض في السجن العام في كينغستون، حيث كان محتجزاً في انتظار إجراءات تسليمه للولايات المتحدة الأمريكية.

### صعود إلى السلطة
ظلت طريقة موت والده الغامض هاجسا له، بوفاة لولده وجب بطبيعة الأمر انتقال القيادة لعصابة «شاور بوسي» إلى ابن "جيم بروان" الشرعي الأكبر "طوني المعروف باسم جي تي، الا انه في إحدى أمسيات فيراير 1992 تم ملاحقته من قبل عضو منافس في العصابة "جي تي " واطلق عليه عدة رصاصات وأرداه قتيلا، نتيجة لموته ظهر على الساحة اخوه الأصغر كريستوفر الذي ارتقى إلى العرش في لإدارة أعمال العائلة العصابية، وسط اعتماده على مساعدي والده الموثوقين بدأ فعلا في حكم العصابة في سن ال 23 بالترهيب والخوف لكي يحافظ على امتلاكه للسلطة، ومن جهة أخرى طور نفسه كقائد مجتمع في تيفولي غاردنز، في نظام رعوي يعرف ب«دون» قام بتوزيع الأموال على الفقراء في المنطقة، وخلق فرص عمل، وإنشاء مراكز مجتمعية لمساعدة الأطفال وغيرهم. حصل على دعم واسع النطاق في المجتمع، لدرجة أن الشرطة الجامايكية اضطرت للحصول على إذن من منظمته قبل دخول الحي.
مدفوع بالمال والسلطة سعى «دودس كوك» لتطوير أعمال العائلة إلى مستوى أعلى مستغلا موقع جاميكا مثالي لتوريد المخدرات من أمريكا الجنوبية إلى أمريكا الشمالية مروراً بأكثر موانئ الكاريبي نشاطاً ميناء كينغستون، باستخدام الرشوة لضمان سير الأعمال دون عائق، مع تزايد أعمال تجارة المخدرات التي اجتاحت أمريكا لفتت جامايكا نظرت إدارة مكافحة المخدرات وإنفاذ القانون في الولايات المتحدة، حتى تلك اللحظة لم يكن ارتباط اسم كريستوفر كوك المباشر وأعمال تهريب المخدرات إلى الولايات المتحدة واضحاً بعد، من هذه النقطة بدأت مهمة جمع المعلومات في برونكس أحد أحياء مدينة نيويورك بهدف إيجاد الأشخاص المتورطين والذي يقودهم إلى المستوردين من جامايكا والتعرف على طبيعة التشكيلات العصابية في جامايكا في كينغستون وبالتحديد حي «تيفولي غاردنز» معقل عصابة «شاور بوسي» أحد أخطر الأماكن في العاصمة الجامايكية.
أصبح حي «تيفولي غاردنز» مملئ بالكوكائين والمخدرات والأسلحة المنغلق على نفسه حتى أصبح مع مرور الوقت مصدر خوف للعامة وتحت سيطرة عصابة شاور بوسي؛ حتى قيل أن رجال الشرطة تخاف التواجد فيه ولم تكن قادرة على دخول الحي دون إذن من قبل دون كوك وهو ما جعله فعلاً فوق القانون، وسط أعمال العنف بين عصابات تجارة المخدرات واغتيال أحد منافسي «دون» وجدت قوة الشرطة الجامايكية الفرصة السانحة لفرض السيطرة لاجتياح مقر عصابة شاور بوسي بحثاً على أسلحة في 7 يوليو 2001 , ولمدة أيام بقيت وحدة الشرطة تفرض حصارها على «تيفولي غاردنز» وسط أطلاق النار عنيف متبادل بين الجانبين، لكن في نهاية الأمر تمكن عصابة من إبقاء الشرطة خارج الحي، أخيرا بعد 4 أيام انسحبت قوات الشرطة لتبلغ حصيلة تلك الموجهة مقتل 27 مدنياً وفردين من رجال الشرطة.

## أعمال العنف وطلب التسليم
أحد موجات العنف المسلح بين عصابة شاور بوسي والقوات الشرطة الجاميكية كانت تأتي تباعاً، في 3 مايو 2005 وصل العنف إلى ذروته بعد مقتل شقيق كريستوفر الأصغر على يد شرطة سرية في ردة فعل على قتلهم رجل أخر، ما أطلق سلسلة من الهجمات على أفراد الشرطة، بعد تلك الحادثة أصبح السلطات الجامايكة أكثر تصميما على الإطاحة ب«دون كوك» بشكل نهائي، بالتعاون شريك دولي مثل الولايات المتحدة باستخدام إستراتيجية الترحيل، باعتباره ان فرصة مثوله أمام يد العدالة الجاميكية ضعيف في ضل الدعم المجتمعي له،
استمرت إدارة مكافحة المخدرات في ملاحقة عصابات المخدرات الجاميكية للحصول على أشخاص أدلة وشهود في تجميع القضية وهو ما تم في التوصل إليه في عم 2006 بالوصول إلى أحد الأشخاص المقربين من كريستوفر كوك والذي كان يدعى «روستر» المشهور بعنف الشديد، وتردده على الولايات المتحدة الأمريكية بين فترة وأخرى واعتقاله بتحديد مكانه تواجده في فلوريدا ومصادرة كميات كبيرة من الأسلحة والذخائر التي كانت متجهة إلى «كريستوفر كوك» في تيفولي غاردنز، في عام 2009 أصدر الولايات المتحدة أمر ترحيل للقبض عليه وطلبت من حكومة جامايكا لتسليم كوك بتهم تهريب المخدرات. كما فعلت سابق مع أجل تسليم والده قبل 20 سنة، الأمر الذي رفضه بروس غولدنغ، رئيس وزراء جامايكا وزعيم حزب العمل في جامايكا في البداية تسليم كوك. وادعى أن الولايات المتحدة قد استخدمت التنصت على المكالمات غير القضائية لجمع أدلة على كوك.
بعد 9 أشهر من طلب الترحيل سمع كريستوفر خبر رضوخ رئيس وزراء غولدينغ للضغط وموافقته على طلب الترحيل، بدأ اليأس يعم شوراع تيفولي ومظاهرة حاشدة ومؤيدة لدودوس وسط قلق شديد ووتر في البلاد، بعد هذه الأخبار، بدأ أنصار كوك الاحتجاج وتسلح أنفسهم. في 23 مايو 2010 أمرت القوات المسلحة سكان تيفولي الخاضعين للقانون بإخلاء المنطقة ووضعت الحكومة الوطنية كينغستون تحت حالة الطوارئ بعد سلسلة من عمليات إطلاق النار والقنابل النارية داخل المدينة. في 24 مايو 2010، أطلقت قوات الجيش والشرطة عملية واسعة النطاق في كينغستون لاعتقال كوك. بعد 3 أيام من القتال بحلول 27 مايو تم اجتياح تيفولي غاردنز، قُتل ما لا يقل عن 73 شخصاً في مصادمات بين قوات الأمن في جامايكا ومسلحين في غرب كينغستون، ولا سيما في حي تيفولي غاردنز. ارتفع عدد الضحايا إلى عدد مؤكد من 76 ضحية. وإلقاء القبض على 1000 شخص، ليس من بينهم كرستوفر كوك الذي اختفاء بشكل غامض، بقي مكانه سرياً لمدة شهر قامت خلالها قوات الشرطة بمحاصرة العاصمة كينغستون بحواجز ونقاط تفتيش أمنية بشكل مكثف.

## القبض والاعتقال
في 22 يونيو 2010 تم اعتقال كوك أثناء حاجز طرق روتيني أثناء محاولته الوصول إلى السفارة الأمريكية في كينغستون للاستسلام لأمريكان، فيما كان متنكرا في زي امرأة، ويرتدي باروكة نسائية ويحمل زوجًا آخر من النظارات الشمسية النسائية. لم يعترض كوك على ترحيه للولايات المتحدة الأمريكية خوفا على سلامته، تنازلت كوك طواعية عن حقه في محاكمة تسليم لكي يتم نقله إلى الولايات المتحدة ليتم محاكمته. ربما لكي لا يتعرض لما تعرض له لوالده الذي توفي في عام 1992 في حريق بسجن غامض بينما كان ينتظر محاكمة في جامايكا، واحتجزت كوك تحت حراسة مشددة في انتظار تسليمها، حيث خشيت الشرطة من هجوم من أنصاره.
وقال كوك إن قراره بالاستسلام ومواجهة التهم يستند إلى الرغبة في إنهاء العنف المتصل بالمخدرات في جامايكا الذي فقد فيها أخته وأخيه وأبيه.
ذهب عميل خاص من إدارة مكافحة المخدرات جوا إلى جامايكا ليتسلم كوك شخصيا للترحيل وهو ما تم بواسطة طائرة عائدة إلى نيويورك في رحلة تجاوزت 3 ساعات، ووضع إدارة مكافحة المخدارت كوك في مركز مدينة نيويورك متروبوليتان الفيدرالية الإصلاحي خلال إجراءات المحكمة. أعلنت محكمة كوك في البداية أنها غير مذنبة بتهمة الاتجار بالمخدرات والاتجار بالأسلحة الفيدرالية في مايو 2011. وفي 30 أغسطس 2011، أقر بأنه مذنب أمام القاضي روبرت ب. باترسون، الابن من محكمة المقاطعة الفيدرالية في مدينة نيويورك، إلى الاتهامات التالية: ابتزاز مؤامرة لتهريب كميات كبيرة من الماريجوانا والكوكايين إلى الولايات المتحدة، والتآمر على ارتكاب الاعتداء للمساعدة في الابتزاز، لموافقته على طعن هجوم تاجر الماريجوانا في مدينة نيويورك.
في البداية المقرر في 8 ديسمبر 2011، أرجأ القاضي باترسون إصدار أحكام كوك عدة مرات لتوفير الوقت لمحامي الدفاع في كوك والمدعين العامين الفيدراليين للحصول على معلومات تدعم حججهم بشأن الجملة. واستشهد محامو الدفاع بأفراد عائلة كوك وغيرهم من المؤيدين، الذين صوروه على أنه شخص خير، وخيالي، وخالٍ. على النقيض من ذلك، قدم المدعون الفيدراليون وثائق تصور كوك على استعداد لارتكاب أعمال عنف وحشية لدعم إمبراطورية مخدراته، وتورطه في خمس جرائم قتل على الأقل. في واحد، زعم أنه مزعج الضحية بالمنشار لسرقته المخدرات منه. قدمت حكومة جامايكا أدلة مستمدة من التنصت على الهاتف المحمول كوك قبل اعتقاله. سجلت ما لا يقل عن 50000 محادثة يعود تاريخها إلى عام 2004. في 8 يونيو 2012 حُكم على كوك بالسجن لمدة 23 عامًا. وهو الآن محتجز في المؤسسة الإصلاحية الفيدرالية، فورت ديكس في فورت ديكس، نيو جيرسي، مع تاريخ الإفراج في 4 يوليو 2030. لديه رقم تسجيل من 02257-748.